# Kaspar Nützel
Kaspar Nützel (1471 - 25 de setembro de 1529) foi um político alemão e vereador da cidade de Nuremberg.
Ele pertencia à Sociedade Literária Germânica e foi um dos primeiros defensores dos ensinamentos de Martinho Lutero. Provavelmente antes do Natal de 1517, ele traduziu as 95 Teses de Martinho Lutero para a língua alemã, como mencionado em uma carta datada de 8 de janeiro de 1518 por Christoph Scheurl.